# アグスティン・ルベルト
アグスティン・ファビアン・ルベルト（Agustín Fabián Ruberto, 2006年1月14日 - ）は、アルゼンチン・ブエノスアイレス出身のサッカー選手。プリメーラ・ディビシオン・CAリーベル・プレート所属。ポジションはフォワード。

## 経歴
4歳の頃から地元のユースチームのバリオ・ヌエボでサッカーを始める。2011年からCAリーベル・プレートのユースチームでプレーした。当時のポジションはディフェンダーだったが、コーチから身体能力と技術を高く評価され、フォワードに転向した。これが功を奏し、エースとして活躍するようになり、2021年は14試合で17ゴールを記録した。活躍が評価され、2022年4月にCAリーベル・プレートとプロ契約を結んだ。期間は2024年12月までとなる。2023年にはプレミアリーグのブライトン・アンド・ホーヴ・アルビオンFCが獲得に興味を示していることが明らかになった。
2024年1月にCAリーベル・プレートとの契約を更新し、期間を2027年12月まで延長した。クラブ史上最高額となる3,000万ユーロの契約解除条項が含まれている。

## 代表歴
2022年のモンテギュー国際大会にU-16アルゼンチン代表として出場し、4試合で3ゴールを記録して準優勝に貢献した。
2023年の南米U-17選手権にアルゼンチン代表で出場し、3ゴールを記録した。同年のFIFA U-17ワールドカップにも出場し、ドイツとの準決勝でハットトリックを記録したが、チームはPK戦の末敗れた。大会全体で8ゴールを記録し、ゴールデンブーツを受賞した。